# Ilustrirana kronika Ivana Groznega
Ilustrirana kronika Ivana Groznega (rusko Лицевой летописный свод) je največja zbirka zgodovinskih podatkov, ki so jo kdaj zbrali v srednjeveški Rusiji. Zbirka vsebuje podatke od stvaritve sveta do leta 1567. Neformalno je znana tudi kot Carska knjiga (rusko Царь-книга), podobno kot Carski zvon in Carski top.
Pisanje kronike  je naročil car Ivan Grozni za svojo kraljevo knjižnico. Ruski naslov Лицевой свод pomeni Kronika obrazov  in namiguje na številne ročno naslikane miniature. Zbirka vsebuje 10 zvezkov s približno 10.000 listi iz bombažnega papirja in več kot 16.000 miniaturami.

## Vsebina
Zvezki so urejeni dokaj kronološko in  vključujejo štiri glavna področja: svetopisemsko  zgodovino, zgodovino Rimskega in Bizantinskega cesarstva in rusko zgodovino. 
- Muzejski zbornik (Музейский сборник,  Državni zgodovinski muzej, Moskva, DZM) - 1031 strani, 1667 miniatur. Vsebuje sveto hebrejsko in grško zgodovino  od stvaritve sveta do uničenja Troje v 13. stoletju pr. n. št.

- Kronografski zbornik (Хронографический сборник, Knjižnica Ruske akademije znanosti, Moskva, KRAZ) – 1469 strani, 2549 miniatur. Zgodovina starega Vzhoda, helenističnega sveta in antičnega Rima od 11. stoletja pr. n. št. do 70. let 1. stoletja n. št.

- Kronografija obrazov (Лицевой хронограф, Ruska narodna knjižnica, Moskva, RNK) - 1217 strani, 2191 miniatur. Zgodovina Rimskega cesarstva od 70. let 1. stoletja n. št. do leta 337, in bizantinska zgodovina do 10. stoletja n. št.

- Golicinski zvezek (Голицынский том, RNK) – 1035 strani, 1964 miniatur. Ruska zgodovina od leta 1114–1247 in 1425-1472.

- Laptevski zvezek  (Лаптевский том, RNK) – 1005 strani, 1951 miniatur. Ruska zgodovina  od leta 1116-1252.

- Ostermanovski zvezek  I. (Остермановский первый том, KRAZ) – 802 strani, 1552 miniatur. Ruska zgodovina  od leta 1254-1378.

- Ostermanovski zvezek  II. (Остермановский второй том, KRAZ) – 887 trani, 1581 miniatur. Ruska zgodovina  od leta 1378-1424.

- Šumilovski zvezek (Шумиловский том, RNK) – 986 strani, 1893 miniatur. Ruska zgodovina od leta 1425 in 1478-1533.

- Sinodski zvezek (Синодальный том, DZM) – 626 strani, 1125 miniatur. Ruska zgodovina od  leta 1533–1542 in 1553-1567.

- Carska knjiga (Царственная книга, DZM) – 687 strani, 1291 miniatur. Ruska zgodovina od leta 1533-1553.

## Zgodovina
Domneva se, da je rokopis nastal med letoma 1568 in 1576, čeprav se je pisanje začelo že v 1540. letih. Naročil ga je car Ivan Grozni za svojo knjižnico, predvsem za poučevanje svojih otrok. Pri nastajanju kronike  je sodeloval carjev zaupnik, komornik   Aleksej Fjodorovič Adašev.

## Galerija
- Kronanje Ivana Groznega